# جواو بينهو
جواو بينهو (30 أبريل 1992 بأوليفيرا دي ازميس في البرتغال - ) هو لاعب كرة قدم برتغالي في مركز حراسة المرمى. شارك مع منتخب البرتغال تحت 21 سنة لكرة القدم. أما مع النوادي، فقد لعب مع U.D. Oliveirense ‏.

## وصلات خارجية
- جواو بينهو على موقع قاعدة بيانات كرة القدم.إي يو (الإنجليزية)
- جواو بينهو على موقع Soccerway.com (الإنجليزية)
- جواو بينهو على موقع AS.com (الإسبانية)